# Bauvorschriften der Europäischen Agentur für Flugsicherheit
Basierend auf die Luftfahrt-Grundverordnung der Europäischen Union in Verbund mit Verordnung zur Lufttüchtigkeit der Europäischen Kommission hat die Europäische Agentur für Flugsicherheit (EASA) folgende Bauvorschriften (englisch Certification Specifications; CS) für Luftfahrzeuge erlassen.
Allgemeine Vorschriften
- Acceptable Means of Compliance for Airworthiness of Products, Parts and Appliances (AMC-20)[3]
- CS-MMEL Mindestausrüstung
- CS-GEN-MMEL Generische Mindestausrüstung
- CS-Definitions Definitionen und Abkürzungen
- CS-36 Lärmvorschrift
- CS-AWO Allwetterflugbetrieb
- CS-ETSO Regeln für technische Standards
- CS-CCD Daten der Kabinenbesatzung
- CS-FCD Flugbesatzungsdaten
- CS-SIMD Simulationsdaten
- CS-26 Zusätzliche Lufttüchtigkeitsspezifikationen
- CS-STAN Änderungen und Reparaturen
- CS-CO2 CO2-Emission

Flugzeug
- CS-22 Segelflugzeuge und Motorsegler
- CS-23 Motorflugzeuge
- CS-25 Großflugzeuge
- CS-LSA Light Sport Aircraft

Hubschrauber
- CS-27 Hubschrauber bis 3175 kg
- CS-29 Hubschrauber ab 3175 kg
- CS-VLR Sehr leichte Hubschrauber

Ballon
- CS-31HB Heißluftballon
- CS-31GB Gasballon
- CS-31TGB Gefesselte Gasballons

Bauteile
- CS-E Antrieb
- CS-P Propeller
- CS-APU Hilfsgeneratoren
- CS-34 Emissionen von Flugzeugmotoren und Treibstoffentlüftung

Ungültig
CS-VLA, überführt in CS-23 |
CS-23Light, geplant heute CS-LSA (Light Sport Aircraft)